# Central Elétrica de Betano
A Central Elétrica de Betano é uma central elétrica a óleo situada a nordeste de Betano, no município timorense de Manufahi. Foi construída para fornecer eletricidade à costa sul de Timor-Leste, enquanto que a costa norte é abastecida pela Central Elétrica de Hera.
Foi inaugurada a 20 de agosto de 2013. A sua produção total é de 136 MW, e é composta por oito geradores motores do tipo 18V46 da Wärtsilä. Em comparação, a capacidade da Central Elétrica de Hera é menor, tendo 119 MW.
A central elétrica foi construída pela empresa China Nuclear Industry 22nd Construction Company (CNI22), e pertence a Eletricidade de Timor-Leste (EDTL), mas é operada pela empresa indonésia Puri Akraya Engineering Ltd. Em outubro de 2017, a companhia Wartsilä assinou um contrato de cinco anos para a manutenção da central elétrica.
Até janeiro de 2017, a central elétrica era operada com óleo combustível leve, mas os óleos combustíveis pesados e naturais são usados como alternativas. O combustível é fornecido pela Timor GAP.[carece de fontes?]

## Galeria

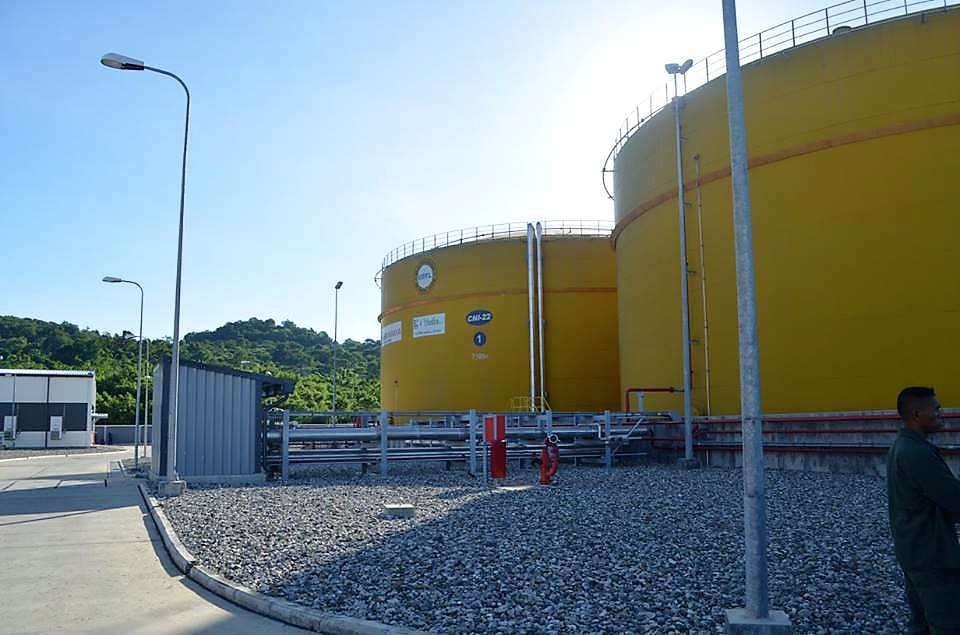
Depósitos de óleos.
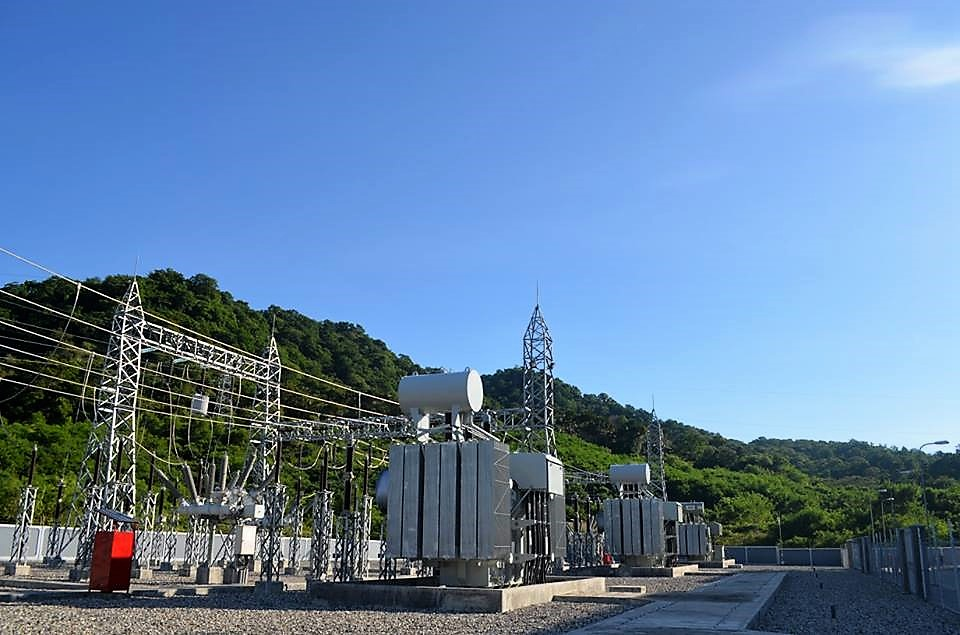
A subestação elétrica.
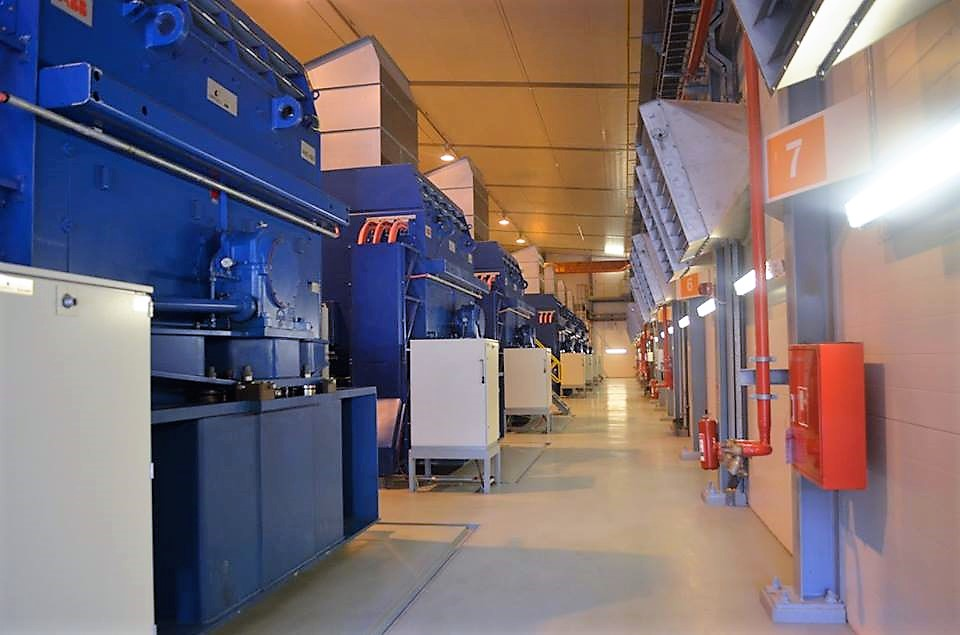
Vista interna da central elétrica.
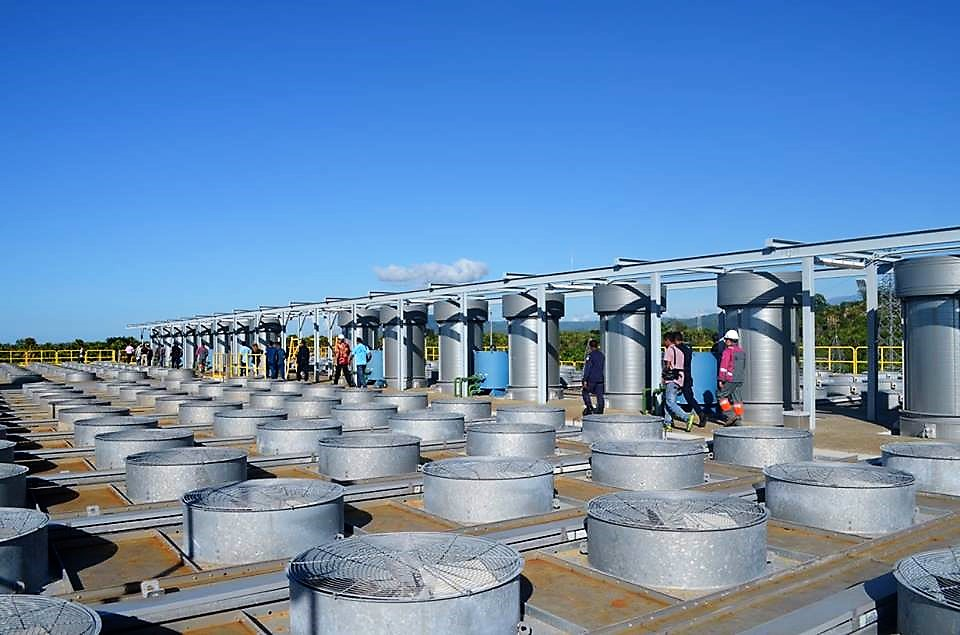
As câmaras frigoríficas.